# Lester Novros
Lester Novros, né le 27 janvier 1909 à Passaic, New Jersey et mort le 10 septembre 2000 à Sherman Oaks, Californie est un animateur américain. Il a travaillé pour les studios Disney puis sur des documentaires.

## Filmographie
- 1937 : Blanche-Neige et les Sept Nains (assistant animateur, non crédité)
- 1940 : Fantasia séquence Une Nuit sur le Mont Chauve/Ave Maria
- 1943 : P-38 Flight Characteristics (animateur, film d'entrainement pour Lockheed)
- 1948 : Because of Eve (animateur)
- 1948 : The Story of Life (animateur)

- 1974 : Cosmos documentaire (scénariste, réalisateur, producteur)
- 1976 : Universe documentaire (scénariste, réalisateur, producteur)
- 1978 : Alfa 78 documentaire (producteur)
- 1982 : Tomorrow in Space documentaire (scénariste, réalisateur, producteur)

## Récompenses
- nommé pour l'Oscar du meilleur court-métrage documentaire 1974 avec Cosmos